# داريوس هولاند
داريوس هولاند (بالإنجليزية: Darius Holland)‏ هو لاعب كرة قدم أمريكية أمريكي، ولد في 10 نوفمبر 1973 في بطرسبرغ في الولايات المتحدة.

## وصلات خارجية
- داريوس هولاند على موقع مرجع كرة القدم المحترفة.كوم (الإنجليزية)